# فاطمه کروبی
فاطمه کروبی (زادهٔ ۱۳۲۷ در گلپایگان) سیاستمدار ایرانی، دبیرکل مجمع اسلامی بانوان، عضو حزب اعتماد ملی و مدیرمسئول هفته نامه ایران‌دخت است. وی سابقه نمایندگی دورهٔ پنجم مجلس شورای اسلامی و ریاست بیمارستان خاتم‌الانبیا را دارد. او همچنین در سال‌های جنگ ایران و عراق در دهه ۶۰ مسئولیت درمان و پخش دارو به مجروحان جنگی و ریاست بیمارستان مصطفی خمینی را بر عهده داشت.
فاطمه کروبی از مخالفان دولت احمدی‌نژاد و از حامیان جنبش سبز می‌باشد.
او نیز رئیس ستاد انتخاباتی مهدی کروبی در تهران و نماینده مهدی کروبی در دیدار با سید علی خامنه‌ای در اعتراض به نتایج انتخابات ریاست جمهوری سال ۱۳۸۸ بود.

## زندگی
فاطمه کروبی در فرودین ۱۳۴۱ با مهدی کروبی رئیس دو دوره مجلس و از رهبران جنبش سبز ازدواج نمود. او در دوره حکومت پهلوی به همراه همسرش مهدی کروبی از مبارزان سیاسی علیه حکومت پهلوی بوده‌است. پس از اعتراضات جنبش سبز در ۱ اسفند ۱۳۸۹، فاطمه کروبی به همراه همسرش مهدی کروبی توسط مأموران امنیتی در حصر خانگی قرار گرفتند و کلیه ارتباطات و رفت‌وآمد آن‌ها قطع شد.

## نامه فاطمه کروبی به سید علی خامنه‌ای
پس از دستگیر شدن و تهدید و ضرب وشتم علی کروبی پسر مهدی کروبی در روز ۲۲ بهمن ۱۳۸۸ توسط مأموران حکومتی، فاطمه کروبی با نوشتن نامه‌ای به سید علی خامنه ای رهبر جمهوری اسلامی ایران اعتراض کرد. در قسمت‌هایی از این نامه آمده‌است:
این رنجنامه برای علی نیست زیرا او امروز تحت درمان و در کنار خانواده اش است. این نوشته برای آن است که جنابعالی تا دیر نشده به دادخواهی فرزندان بی‌نام و نشان این کشور بویژه دستگیرشدگان جوان اخیر برسید. پیش از آنکه کامران‌ها و محسن‌های دیگر زیر شکنجه این افراد بی مسئولیت جان دهند و حیثیت این کشور و نظام را به چالشی اساسی بکشانند، تدبیری نمائید. 
.
او هم چنین در نامه‌ای دیگر در شهریور ماه ۱۳۸۹ خطاب به سید علی خامنه‌ای نسبت به اذیت و آزارهای لباس شخصی‌ها در اطراف خانه مهدی کروبی اعتراض کرد. او در این نامه نوشت: «اختلاف همسرم با جنابعالی در مسائلی که همگان بر آن واقفند چه ارتباطی با حق زیستن خانواده و آسایش و آرامش همسایگان ما دارد؟ آقای کروبی بارها گفته‌اند که آماده پرداخت هر هزینه ای بابت این اختلاف در نگرش هستند.»

## اعتراض به لغو امتیاز هفته نامه ایراندخت
پس از لغو امتیاز هفته نامه ایراندخت در اسفند ماه ۱۳۸۸ فاطمه کروبی دبیر مجمع اسلامی بانوان به توقیف این نشریه واکنش نشان داد.
فاطمه کروبی طی نامه‌ای انتقادی خطاب به محمدعلی رامین این رفتار را غیرقانونی دانسته و اعلام کرده‌است که پی‌گیری قضایی خواهد کرد. در قسمت‌هایی از این نامه آمده‌است:متاسفم که باید بگویم مجله  ایراندخت با پیشنهاد فردی بسته شد که علی‌رغم ادعاهایش مبنی بر آنکه با فرهنگ دموکراسی آشنایی دارد هیچ اعتقادی به آزادی ندارد. مجله ایران دخت با پیشنهاد جناب محمد علی رامین بسته شد که دو روز قبل از آنکه چنین تصمیمی اعلام شود طی تماس تلفنی با اینجانب با ادبیاتی زشت و ناپسند گفتند "اگر آقای کروبی در هر کشور دیگری بود باید اعدام می‌شد ".

## سوابق شغلی
- دبیرکل مجمع اسلامی بانوان
- نماینده مردم تهران در دوره پنجم مجلس شورای اسلامی
- معاونت اجتماعی فرهنگی وزارت کار و امور اجتماعی در دولت اصلاحات
- عضویت شورای انقلاب فرهنگی، اجتماعی زنان با حکم ریاست جمهوری در دوره خاتمی (۲ دوره)
- ۱۶ سال معاونت دارویی، درمانی بنیاد شهید انقلاب اسلامی
- مشاور اجتماعی رئیس مجلس در دوره ششم مجلس شورای اسلامی
- عضویت در هیئت منصفه مطبوعات (۳ دوره)
- مؤسس جمعیت زنان جمهوری اسلامی ایران
- عضو هیئت رئیسه سازمان مردمی حمایت از محرومان و آسیب پذیران بهزیستی[۹]
- رئیس هیئت امنای اتحادیه بین‌المللی زنان مسلمان جهان (۲ دوره)
- عضو هیئت اجرایی کانون فارغ التحصیلان دانشگاه الزهرا
- رئیس ستاد انتخاباتی مهدی کروبی در تهران
- فعالیت در بیمارستان‌های یاسر، نورافشار و سمیه
- عضو هیئت منصفه مطبوعات[۱۰][۱۱][۱۲]
- مدیرعامل و رئیس هیئت مدیره مؤسسه و نشریه ایران‌دخت
- رئیس بیمارستان خاتم‌الانبیا و بیمارستان مصطفی خمینی[۳]